# Stachys pradica
Espèce
Stachys pradica, l'Épiaire du mont Prada ou Épiaire hérissée, est une espèce de plantes à fleurs de la famille des Lamiacées et du genre Stachys (les épiaires). c'est une plante herbacée vivace originaire d'Europe.
Synonyme :
- Betonica hirsuta L.

## Description
C'est une plante moyenne (15 à 40 cm) à feuilles crénelées. Les fleurs groupées en épi sont de couleur rose fuchsia. On différencie ses feuilles de celles des autres épiaires car elles sont laineuses et velues sur les deux faces. La tige est hérissée de longs poils.

## Répartition et habitat
On trouve l'espèce en Europe : Autriche, France, Italie, Suisse et ex-Yougoslavie.
Elle pousse de 1 200 à 2 700 mètres dans les pelouses alpines.